# باو (فلم)
باو (بالإنجليزية: Bao) هو فيلم رسوم متحركة قصير أمريكي من تأليف وإخراج دومي شي وإنتاج شركة بيكسار، صدر الفيلم في 15 يونيو 2018 ويدور حول أم كندية صينية تعاني من متلازمة العش الفارغ تحصل على فرصة ثانية غير متوقعة للأمومة عندما تصنع باوزي تنبض بالحياة، حصل الفيلم على جائزة الأوسكار لأفضل فيلم رسوم متحركة قصير في حفل توزيع جوائز الأوسكار الحادي والتسعون.

## روابط خارجية
- باو على موقع IMDb (الإنجليزية)
- باو على موقع روتن توميتوز (الإنجليزية)
- باو على موقع فيلمافينيتي (الإسبانية)
- باو على موقع قاعدة بيانات الفيلم (الإنجليزية)
- باو على موقع ليتربوكسد (الإنجليزية)
- باو على موقع كينوبويسك (الروسية)